# Élections générales britanniques de 1747
Les élections générales britanniques de 1747 se sont déroulées en Grande-Bretagne du 26 juin au 4 août 1747. Ces élections sont remportées par le parti whig.